# Superammasso della Gru
Il Superammasso della Gru (SCl 197) è un superammasso di galassie situato nella costellazione della Gru alla distanza di 279 milioni di parsec dalla Terra (oltre 900 milioni di anni luce).
Si stima una lunghezza di circa 42 milioni di parsec.
È formato dagli ammassi di galassie Abell 3796, Abell 3836, Abell 3850, Abell 3862, Abell 3864, Abell 3877, Abell 3883, Abell 3908, Abell 3910, Abell 3911, Abell 3915 e Abell 3922.